# Dyskusja

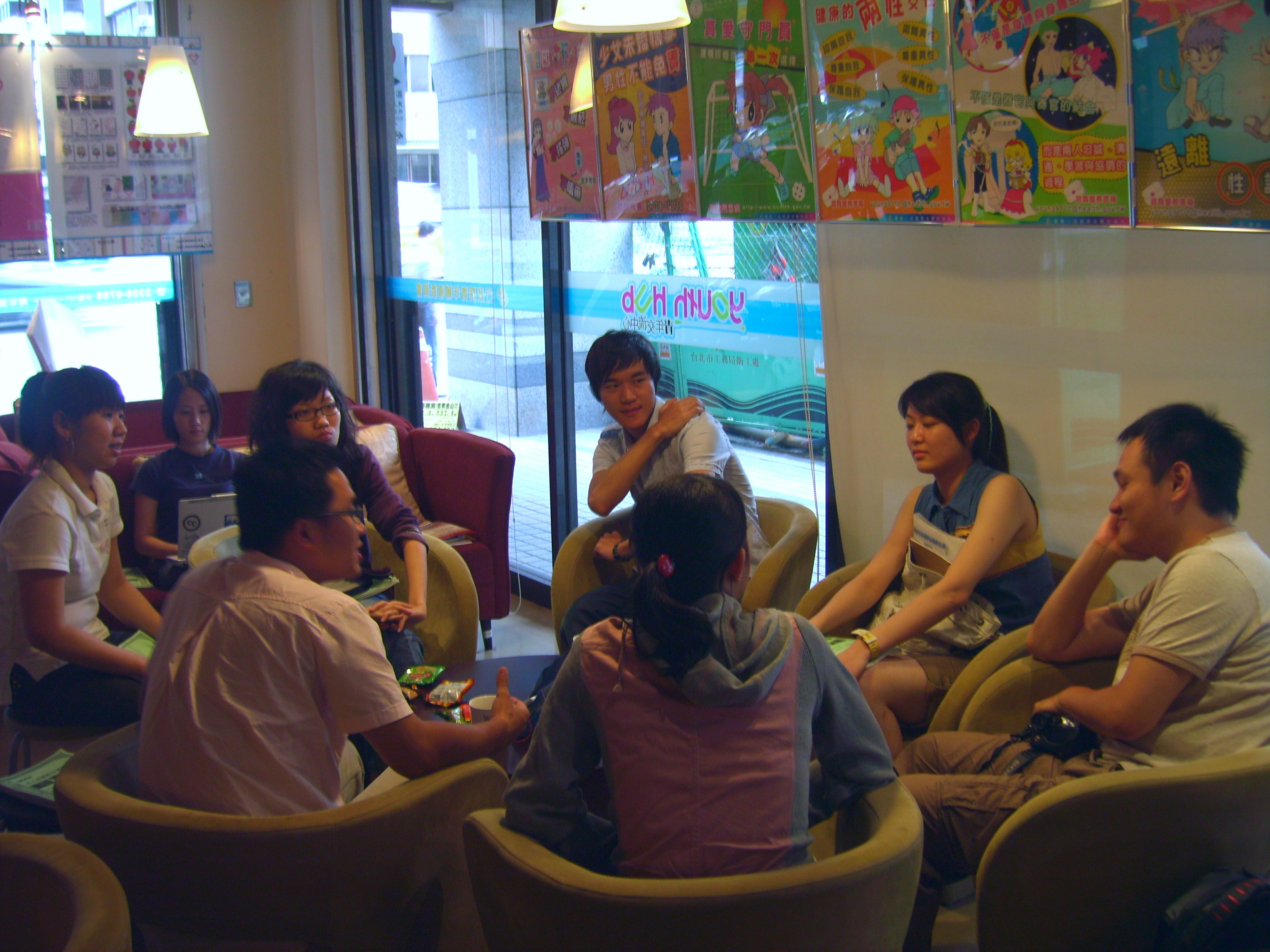
Dyskusja w grupie.

Dyskusja (od łac. discussio 'roztrząsanie') – jeden ze sposobów wymiany poglądów na określony temat, popartych argumentami, prowadzona w gronie dwóch lub więcej osób. Dyskusja może mieć formę ustną (komunikacja werbalna) lub pisemną. W wyniku dyskusji dochodzi do ścierania się różnych poglądów związanych z różnymi punktami widzenia osób prowadzących dyskusję. W przeciwieństwie jednak do debaty czy dialogu nie skupia się na pokonaniu oponenta lub osiągnięciu kompromisu, lecz jej głównym założeniem jest prezentacja własnych poglądów w celu znalezienia odpowiedzi i rozwiązań na problemy swoje i innych. 
Natomiast jeśli w wyniku dyskusji dojdzie do znalezienia wspólnego stanowiska, może mieć formę kompromisu lub konsensu.
Dyskusja jest jedną z form zapobiegania konfliktom. Jeżeli w wyniku dyskusji nie dochodzi do wypracowania wspólnego stanowiska, dyskusja pomaga w określeniu istniejących rozbieżności. To może dać podstawę do dalszych działań, torujących drogę do godzenia różnych, nawet sprzecznych, poglądów lub interesów.
Według T. Dołęgowskiego i in.:
„dyskusja jest uznawana za najbardziej otwartą formę wymiany poglądów, gdyż bierze się w niej pod uwagę każdy punkt widzenia i stale poszukuje innych, co pomaga w jak najlepszym zrozumieniu tematu. Podczas skutecznej dyskusji jej uczestnicy dzielą się jak największą ilością informacji, faktów, danych statystycznych, gdyż jest to nieinwazyjny, skupiający się na zrozumieniu tematu sposób, który dodatkowo podpiera merytorycznie prezentowane poglądy. W celu jak najlepszego zaprezentowania swojej idei mówcy starają się udzielać odpowiedzi na wszelkie pytania, które kierują inni dyskutanci, tak aby zaprezentowany tok myślenia wydawał się przejrzysty i zrozumiały dla wszystkich uczestników”.
W dyskusji kwestie najbardziej kontrowersyjne są pomijane, aby zapobiec wzrostowi emocji i zaburzeniu przebiegu dyskusji.
Dyskusja to także jedna z form uczenia się, w czasie której nauczyciel prowadzi rozmowę z uczniem w taki sposób aby naprowadzić go na drogę ułatwiającą zrozumienie poruszonego problemu.
Inną formą dyskusji jest dyskusja naukowa stanowiąca środek pomocniczy w pracy naukowej.
Dyskusja prowadzona przez przedstawicieli państw lub społeczności to rokowania.